# Allen Adler
Pour les articles homonymes, voir Adler.
Œuvres principales
- Planète interdite

Allen Adler (25 décembre 1916, New York -30 janvier 1964, idem) est un auteur de science-fiction américain ainsi que de pièces de théâtre. Il écrit en collaboration avec Irving Block le scénario du film Planète interdite, d'après La Tempête de Shakespeare. Il fut une des victimes du maccarthysme et inscrit sur la liste noire du cinéma.

## Biographie
Adler est le fils d'Abe Adler, fils lui-même de Jacob Pavlovitch Adler, auteur de pièces de théâtre et de Sonya Adler.
En plus de Planète interdite, Adler contribue au film The Giant Behemoth (1958) ; Lulla Rosenfeld dans son commentaire sur les mémoires de Jacob Adler dit qu'Allen Adler a "écrit un roman intéressant" mais sans jamais le nommer.
À sa mort, il laisse une veuve, Mary MacNamara, et deux filles, Pamela et Allison Jo.

## Œuvre
- Mach 1: A Story of Planet Ionus (1957)